# 斯塔登
斯塔登（荷蘭語：Staden，荷蘭語發音：[ˈstaːdə(n)]）是比利时弗拉芒大區西佛兰德省鲁瑟拉勒区的一个市镇，通行荷蘭語，是弗拉芒社群的一部分，面积46.82平方千米，人口11,376人（2018年1月1日）。